# Harc a 282. számú magaslatért
A  282. számú magaslatért folyó harc (hangul: 282 고지 전투, handzsa (hanja): 282 高地 戰鬪; ibegi kodzsi csonthu (ibaegi goji jeontu)) a koreai háború egyik ütközete volt, mely az ENSZ országok csapatainak incshoni (incheon-i) partraszállását követő hadműveletek egyik része volt.

## A csata lefolyása
1950. szeptember 22-én az angol erőkhöz tartozó skót Argyll és Sutherland Highlanders ezred 1. zászlóalja Leslie Nielsen parancsnoksága alatt átkelt a Naktong (Nakdong) folyón , hogy az amerikaiak új offenzívájának támogassa a balszárnyát. 
Másnap, szeptember 23-án négy órakor a brit erők támadást indították a hegyet védő észak-koreai erők ellen. A koreaiak a közeledő ellenség láttán tüzet nyitottak, de a támadók reggel kilenc órája elűzték a védőket a magaslatról. A hegyet rekord idő alatt elfoglaló angoloknak azonban csak pillanatnyi pihenőjük lehetett, mivel a távolabbi északiak géppuskái és aknavetői lőni kezdték a hegyen levő zászlóalj állásait. 
A támadó koreaiakat a britek rendületlenül visszaverték, azonban hamarosan lőszerellátmányra volt szükségük és ezért az amerikaiaktól kértek rádión lőszert és tüzérségi támogatást. Végül az amerikai reptérről P–51 Mustang repülők szálltak fel, hogy csapást mérjenek az ellenséges állásokra. A skótok az esetleges baráti bombatámadást elkerülendő a repülők számára jól látható, szabályos jelző szövetsávval határolták a saját állásaikat. Azonban a mustangok a skót állások felé tartottak. Kenneth Muir őrnagy harminc emberével együtt ekkor ijedten integetni kezdett az amerikai gépek felé, azok azonban a zászlóalj katonáit napalmmal szórták meg. A bombázásban több angol katona meghalt és rengetegen megsebesültek. 
A zászlóaljnak ez a bombázás túl sok volt és a legtöbb katona visszavonult a hegyről. Watts közlegény egymaga tartotta távol a koreaiakat, akihez később a Gillies őrnagy által összegyűjtött néhány ember is csatlakozott. Muir őrnagy embereivel gyorsan felismerte, hogy muszáj a hegyet megtartaniuk, ezért harminc emberével támadást indított a hegyet ekkor uraló észak-koreai katonák ellen. A pusztító tűz ellenére a britek feljutottak a magaslat tetejére, de az utolsó pillanatban a golyózápor közepette Muir őrnagy elesett. A vezetőjüket vesztett briteknek ennek ellenére sikerült visszafoglalniuk a magaslatot, de az ütközet lényegében eldöntetlen maradt. 
A britek vesztesége több mint 96 főre rúgott, ebből minimum 60 fő az amerikai bombázásban halt meg vagy sebesült meg. Kenneth Muir őrnagy vitézségéért posztumusz Viktória Keresztet kapott.